# Sachi (モデル)
Sachi（サチ、1979年3月22日 - ）は、女性ファッションモデル、元シューズデザイナー、女優。千葉県千葉市稲毛区出身。ボンイマージュ所属

## 来歴・人物
千葉市立稲毛小学校、千葉市立稲毛中学校、愛国高等学校卒業。バンタン芸術学院入学、在学中よりモデルデビュー。
趣味はゴルフ、映像製作。特技はテニス。
長年パリ・コレクションや東京コレクションなどのモデルとして出演。
モデルとしてだけでなく、舞台や映画、TVCM、洋楽・邦楽のMusicPV、
自身のシューズブランドAtomicGreenのデザイナーなど幅広い分野で活躍。
1998年、初めて山本耀司のパリ・コレクションに参加する。
2005年10月、レディースシューズブランドAtomic Greenを立ち上げデザイナーに就任。現在はモデルのみ

## 主な出演

### 映画
- ニライカナイからの手紙
- TANGUY（フランス映画）
- ヘブンズ・ドア

### CM
- PEUGEOT 206 car
- VIVA YOU
- マイクロソフト
- ユニクロ

### PV
- YUKI 「ハミングバード」
- DEATHIN VEGAS 「Scorpion Rising」
- 矢沢永吉 「ONLY ONE」
- 浜崎あゆみ 「Ladies Night」
- ペニシリン「花園キネマ」
- HAN-KUN 「HOTTER THAN HOT」

### 舞台
- 青ひげ公の城

### SHOW
TOKYO
- フェラガモ
- フセイン・チャラヤン
- ボッテガ・ヴェネタ
- グッチ
- シャネル
- マーク・ジェイコブス
- シアタープロダクツ
- ドレスキャンプ
- ミントデザインズ
- Roen

他多数
PARIS
- Yohji Yamamoto
- HERMES
- GIVENCHY
- KENZO
- ALEXANDER McQUEEN
- VICTOR&ROLF
- LIMI feu
- JOHN RIBBE
- Romeo Gigli

他多数

### 雑誌
- 装苑
- VOGUE
- 婦人公論
- GINZA
- ELLE
- 流行通信

他多数

### 広告
- BENETTONワールドキャンペーン
- DKNYワールドキャンペーン
- VIVA YOU スチール
- PARCO '01スチール
- Love girls market スチール
- UNIQLO ボトムスキャンペーン
- ロート製薬『OBAGI』
- m-floベストアルバム CDジャケット
- 三重中京大学ポスター
- ラフォーレ秋冬キャンペーン